# Xoʻjaobod
Xoʻjaobod ist eine Stadt in der usbekischen Viloyat Andijon im Ferghanatal und Hauptort des gleichnamigen Bezirks.
Die Stadt liegt etwa 25 km südöstlich der Viloyathauptstadt Andijon und damit etwa auf der Hälfte der Strecke zwischen Andijon und der kirgisischen Stadt Osch. Bei Xoʻjaobod zweigt der Südliche Ferghanakanal von dem Shahrixonsoy ab.
Xoʻjaobod  ist nach dem Lokalhistoriker und Religionsgelehrten Xoja Abdullo Mavloniy Qozi benannt. Im Jahr 1981 erhielt die Siedlung das Stadtrecht. Gemäß der Bevölkerungszählung 1989 hatte Xoʻjaobod 12.831 Einwohner, einer Berechnung für 2004 zufolge betrug die Einwohnerzahl 17.200.